# Aysyt
Aysyt (Aisyt ou Ajsyt; Айыыһыт Ayııhıt) est la déesse mère des Iakoutes, dans la région du fleuve Léna en Sibérie. Le nom signifie "qui donne naissance" dans la langue iakoute, voisine du Turc. Elle est aussi appelée "mère des berceaux". Son nom complet est transcrit Ajysyt-ijaksit-khotan, signifiant "génitrice et mère nourricière". Aysyt apporte l'âme du paradis à la naissance d'un enfant, et enregistre chaque naissance dans le livre d'or du destin.
Elle était la guide des âmes lors de chaque naissance, auxquelles elle assistait toujours. Les femmes l'invoquaient pour soulager des douleurs de l'enfantement. On disait qu'elle vivait dans une maison à sept étages, au sommet d'une montagne, d'où elle écrivait le destin de chacun. Le terme ajysyt pouvait aussi désigner un esprit mâle, il était employé au masculin pour les naissances de chevaux et au féminin pour les naissances du bétail à cornes.
La légende voulait qu'elle soit un jour apparue à un jeune homme qui rendait grâces après avoir vu le lac de lait au pied de l'arbre cosmique, elle l'aurait alors nourri de son propre lait, accroissant sa force cent fois.

## Hommage
Son nom figure sur l'œuvre contemporaine The Dinner Party, de Judy Chicago, qui rend hommage à plus d'un millier de figures féminines de l'Histoire. Elle y est affiliée à la figure de la Déesse Primordiale.